# Belanovce (okręg jablanicki)
Belanovce (cyr. Белановце) – wieś w Serbii, w okręgu jablanickim, w mieście Leskovac. W 2011 roku liczyła 505 mieszkańców.